# Belus Linea
La Belus Linea è una struttura geologica della superficie di Europa.